# Hovedaftale
En hovedaftale er i nordisk sammenhæng en aftale, der lægger rammerne for samarbejdet mellem arbejdsmarkedets parter.
I Danmark kendes Hovedaftalen først som en del af Septemberforliget i 1899, mens man i Sverige fik en aftale med Saltsjöbadsaftalen fra 1938.
Hovedorganisationen LO har på vegne af sine medlemsorganisationer i den private sektor indgået en hovedaftale med arbejdsgiverorganisationen DA. 
For LO-medlemmer i den offentlige sektor har de respektive forbund indgået hovedaftaler med henholdsvis staten, regionerne og kommunerne.
Efter oprettelse af hovedorganisationen FTF i 1952 er der yderligere indgået en række hovedaftaler af de respektive forhandlingsfællesskaber (inden for den offentlige sektor) og forbund (inden for den private sektor)